# Гер'єнський десант
Гер'єнський десант — тактичний десант, що здійснювався протягом 30 листопада — 1 грудня 1944 року радянською Дунайською військовою флотилією у часі Будапештської операції.

## Перебіг боїв
У часі наступу на Белград підрозділи радянської 57-ї армії, котрою командував генерал Микола Гаген Третього Українського фронту (командир — маршал СРСР Федір Толбухін) просуваються вздовж берега Дунаю за підтримки кораблів Дунайської флотилії. Після прориву затоплених фарватерів біля Залізних Воріт артилерійські катери та катери-тральщики зосереджуються на підступах до югославського міста та порту Смедереве.
У кінці листопада переходять в наступ війська 4-ї гвардійської армії (командир — генерал Георгій Захаров) Третього Українського фронту. При цьому сили 20-го та 21-го гвардійських стрілецьких корпусів починають наступ вздовж правого берега Дунаю, в той час як 31-й гвардійський корпус перебував на лівому березі. 31-й корпус мав завданням переправитися на правий дунайський берег по мірі розвитку наступу головних сил армії та спільно з двома правобережними корпусами продовжити наступ в західному та південно-західному напрямах.
Однак наступ головних армійських сил не досягнув планованого успіху — замість глибокого обходу Будапешту з південно-західного напрямку армійські підрозділи повільно у важких боях просувалися вперед. Задля пришвидшення наступу командуючий фронтом наказує командиру Дунайської флотилії віце-адміралу Сергію Горшкову підготувати та здійснити проведення тактичного річкового десанту в населеному пункті Гер'єн (Gerjen, сучасне медьє Тольна) на правому березі Дунаю. Перед десантним загоном ставилося завдання захопити ворожий опорний пункт на прирічковому фланзі оборони, створення загрози з тилу військам, котрі оборонялися проти головних сил армії, подальша переправа на захоплений плацдарм усього 31-го корпусу із завданням прискорити наступальну швидкість.
Для здійснення висадження було виділено 10 артилерійських катерів із складу 1-ї бригади річкових кораблів Дунайської флотилії (командував десантом Герой СРСР капітан 2-го рангу Петро Державін, групою висадки — капітан 3-го рангу С. В. Мілюков) та кілька артилерійських катерів до загону вогневого прикриття — із засданням вступити у бій з ворожою артилерією та відволікти її від дій десанту.
До складу десанту виділялося 475 бійців із 83-ї морської стрілецької бригади; мала чисельність десанту була зумовлена як нестачею суден, так і тим, що нацистські сили на цьому фронтовому відтинку були практично повністю втягнуті у бої із наступаючими по всьому фронту радянськими військами — хоча планом операції передбачалося проведення повторних рейсів катерів для збільшення чисельності десантників.
У ніч із 30 листопада катери із десантним загоном виходять із Бая, приховано проходить вверх по Дунаю та непоміченим наблизився до Гер'єна; загін прикриття виконав завдання по відтягуванню на себе артилерії противника. Артилерія берегового загону супроводу флотилії та бронекатерів загону підтримки здійснила потужну артилерійську підготовку, після чого о чверть на 1-у ночі 1 грудня десантники висаджуються на берег — це стало цілком несподіваним для сил противника. В тригодинному нічному бою радянський десант перейняв контроль над Гер'єном. Згідно радянських доповідних, в ході бою було вбито до 200 військових противника, 120 полонено; радянські втрати оцінюються як незначні.
Завдання десант виконав — плацдарм в нацистському тилу було захоплено, під загрозою удару в тил з нього війська на фронті, що розміщалися проти головних радянських сил, починають відходити. На плацдарм Дунайською флотилією терміново перевозяться 31-й стрілецький корпус, 83-я бригада морської піхоти, додаткові сили 4-ї гвардійської армії. До кінця дня 1 грудня сили десанту сполучаються із наступаючими частинами армії та долають спротив противника. Після того 4-а гвардійська армія здійснює глибоке обходження та з півдня замикає кільце оточення навколо Будапешта.